# Lübecki csata
A lübecki csata 1806. november 6-án zajlott le a Jean Baptiste Bernadotte vezette francia és a Blücher parancsnoksága alatt álló porosz-svéd erők között. A franciák a győzelem után elfoglalták a semleges Lübecket.

## Előzmények
Miután Napóleontól a porosz hadsereg vereséget szenvedett a jénai és az auerstädti csatában 1806. október 14-én, a császár útjára indította  a francia hadsereget a villámhadjárat folytatására.  A porosz hadsereg harci szelleme az elszenvedett súlyos vereség hatására összeomlott. A nagy erőkkel   könyörtelenül előrenyomuló a franciák hatására néhány porosz tiszt megadta magát vagy átadta a területet. A védekezésben az erődítmények jelenthettek menedéket és ellenállási gócot a számszerűleg kisebb porosz lovas és gyalogos egységek számára. Az egyik ilyen parancsnok, aki nem adta fel a harcot, Blücher altábornagy volt, azon kevesek egyike a porosz tisztek közül , aki nem vesztette el a fejét ebben a zűrzavaros válságban. A porosz tábornok összeszedte és parancsnoksága alá vonta a weimari herceg hadtestét, s csatlakozott hozzá továbbá egy 1800 fős svéd hadtest is, melyekkel megpróbálta felvenni a harcot, a kiutat keresve északkeletre, szorosan követte őt Bernadotte I. hadteste.

## A csata
Blücher kénytelen volt messzebb és messzebb vonulni északra az üldözõi elől, akik folyamatosan követték. Végül el kellett hagynia az utolsó porosz területet is. November 5-én bevonult a semleges Hanza-város államba, Lübeckbe, ahol élelmiszert és pénzt kért a városi hatóságoktól. Másnap Bernadotte katonái megtámadták a falakat.Nicolas Soult marsall IV hadteste is hamarosan felvonult, hogy növelje a franciák esélyeit. Kemény és zavaros harcok után, a franciák beviharzottak a városba, a poroszokat és svédeket visszavonulásra kényszerítették.  Blücher ellentámadással próbálkozott, de a franciák kitartottak a városban.  A Strecknitz, Krempelsdorf és Schwartau városához közeli összecsapásokban, a francia elvágtak a többi erőtől és fogságba ejtettek egy a porosz különítményt.

## Következmények
Francia veszteségek nem ismertek, a harcok intenzitása miatt, 1000 fő lehetett összesen.  A poroszok vesztesége 2000 halott vagy sebesült, valamint további 4000 hadifogoly. Scharnhorst tábornok, Blücher vezérkari főnöke francia kézre került. Lübeck városát teljesen kifosztották a francia csapatok.
November 7-én Ratekaunál, Blücher megadta magát, 4000 gyalogos és 3800 lovas katonájával. 40000 francia fogta ekkor már körül.  A porosz parancsnok a következőket írta:  „Leteszem a fegyvert, mert nincs kenyér és nincs lőszer” - Blücher.
A tárgyalások után a svédek fogságába esett Bernadotte-ra ekkor figyelt fel először a svéd hadvezetés. 1810-ben megválasztották a svéd trónt örököséül, és később a XIV Károly-János néven Svédország királya lett.

## Források

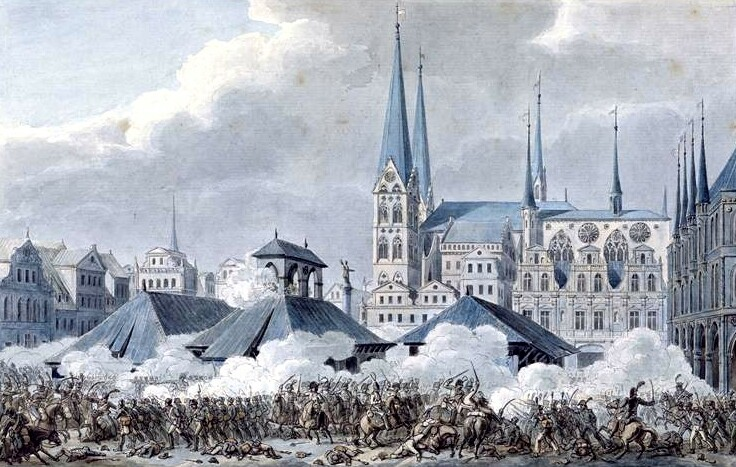
A lübecki csata - porosz és francia csapatok harca a Piac téren a Városháza előtt

## Fordítás
- Ez a szócikk részben vagy egészben  a   Battle of Lübeck című angol Wikipédia-szócikk fordításán alapul.  Az eredeti cikk szerkesztőit annak laptörténete sorolja fel. Ez a jelzés csupán a megfogalmazás eredetét és a szerzői jogokat jelzi, nem szolgál a cikkben szereplő információk forrásmegjelöléseként.